# Mariëtte Remijnse
Mariëtte Remijnse, née en 1962, est une joueuse de squash représentant les Pays-Bas. Elle est championne des Pays-Bas en 1982 et 1983.

## Biographie
Elle participe aux championnats du monde 1987 s'inclinant au premier tour. Avec l'équipe nationale néerlandaise, elle participe à plusieurs championnats du monde par équipes. Pendant sa carrière sportive, elle suit une formation de diététicienne et après des expériences d’entraîneur de squash et de manager dans le monde financier, elle devient diététicienne.

## Palmarès

### Titres
- Championnats des Pays-Bas : 2 titres (1982, 1983)